# Ambystoma mavortium
La salamandra tigre de Texas o salamandra tigre barrada (Ambystoma mavortium) es una especie de anfibio urodelo de la familia Ambystomatidae o salamandras topo. Se distribuye desde el sudoeste de Canadá (Columbia Británica, Alberta, Saskatchewan y Manitoba) y el sur y oeste de los Estados Unidos hasta Texas y el norte de México. De hábitos terrestres, acude al agua para criar.

## Descripción

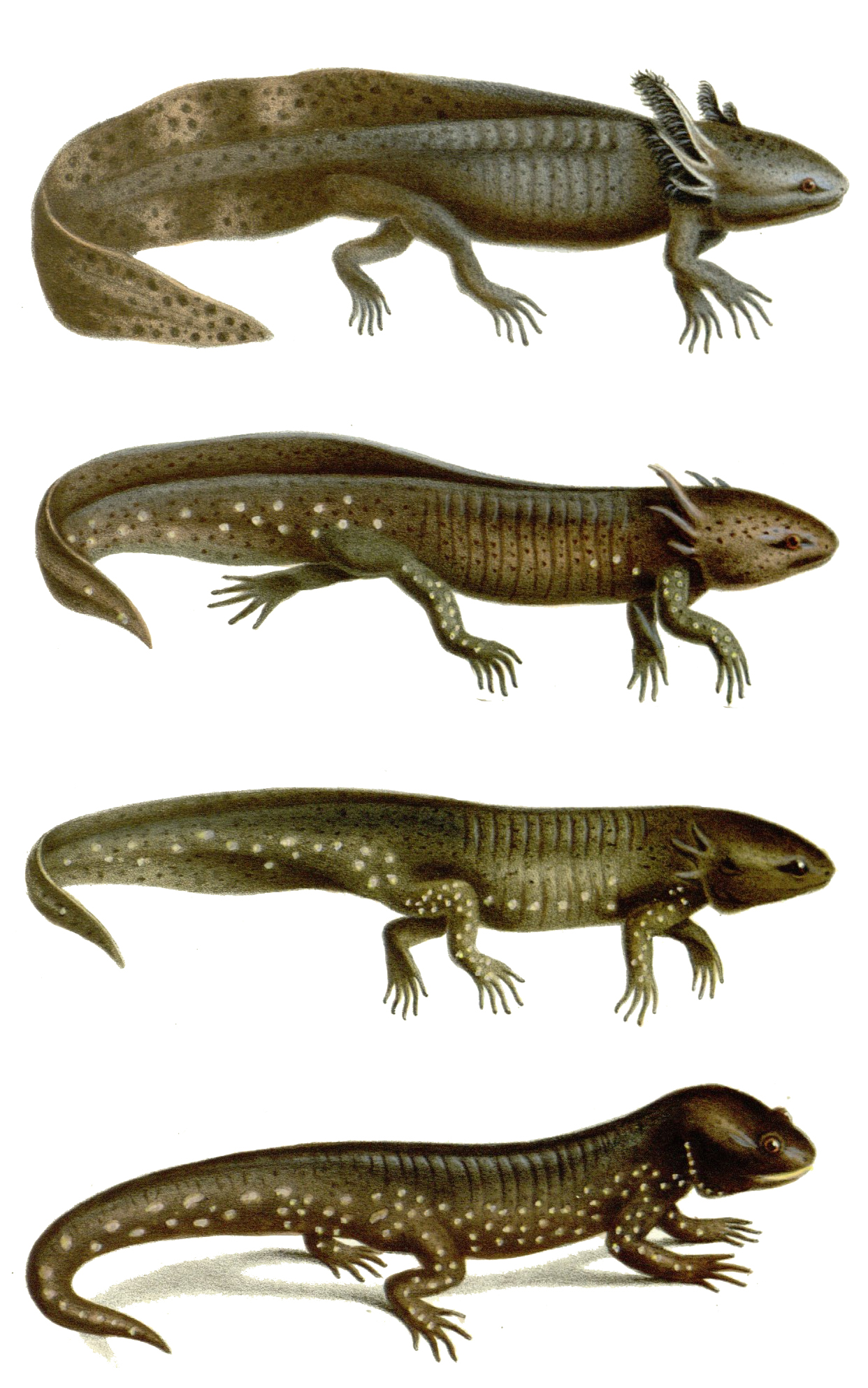
Desarrollo

La salamandra tigre de Texas es una de las especies de salamandras terrestres más grandes, pudiendo llegar a crecer hasta 35 centímetros, aunque el tamaño más común es de 15 a 30 centímetros. Tiene la cabeza de gran tamaño y un cuerpo voluminoso, su piel es húmeda y normalmente color café oscuro a verde oliva, o a veces negra con grandes manchas amarillas. La coloración ventral varía de clara a oscura.

## Comportamiento
De hábitos marcadamente nocturnos, la salamandra tigre de Texas es un predador oportunista que devora cualquier cosa que pueda atrapar, incluyendo insectos, babosas, lombrices de tierra y en algunos casos roedores. En la fase adulta es principalmente terrestres, mientras que en la fase larval juvenil es enteramente acuática teniendo branquias externas. La época reproductiva abarca la mayor parte del año, depositando los huevos en el agua, donde eclosionarán.

## Subespecies
Existen cinco subespecies reconocidas de Ambystoma mavortium:
- Salamandra tigre gris, Ambystoma mavortium diaboli (Dunn, 1940)
- Salamandra tigre barrada, Ambystoma mavortium mavortium (Baird, 1850)
- Salamandra tigre manchada, Ambystoma mavortium melanostictum (Baird, 1860)
- Salamandra tigre de Arizona, Ambystoma mavortium nebulosum (Hallowell, 1853)
- Salamandra tigre de Sonora, Ambystoma mavortium stebbinsi (Lowe, 1954)

## Vida en cautividad
La cría en cautividad de la salamandra tigre barrada es bastante frecuente. Su venta es legal y es común hallarla en tiendas de mascotas en el suroeste de Estados Unidos. Su gran tamaño les permite alimentarse fácilmente. Su larva es frecuentemente vendida como cebo para la pesca, y se les conoce en el mercado como perros de agua.

## Simbología
La salamandra tigre de Texas es el anfibio estatal de Kansas desde 1993 y de Colorado desde el 16 de marzo de 2012.